# Malý Čepčín
Malý Čepčín este o comună slovacă, aflată în districtul Turčianske Teplice din regiunea Žilina. Localitatea se află la altitudinea de 464 m deasupra n.m., se întinde pe o suprafață de 3,09 km2 și în 2017 număra 539 de locuitori. Se învecinează cu Bodorová și Ivančiná.

## Istoric
Localitatea Malý Čepčín este atestată documentar din 1254.

## Demografie
| An:                | 1994 | 2004   | 2014   | 2024   |
| ------------------ | ---- | ------ | ------ | ------ |
| Număr de persoane: | 527  | 519    | 535    | 545    |
| Diferență:         |      | −1,51% | +3,08% | +1,86% |

| An:                | 2023 | 2024   |
| ------------------ | ---- | ------ |
| Număr de persoane: | 543  | 545    |
| Diferență:         |      | +0,36% |